# Deceived Slumming Party
Deceived Slumming Party er en amerikansk stumfilm fra 1908 af D. W. Griffith.

## Medvirkende
- Edward Dillon
- D.W. Griffith som O.C. Wittington
- George Gebhardt
- Charles Inslee
- Anthony O'Sullivan